# 亞納查卡山
13°24′09″S 74°51′50″W / 13.40250°S 74.86389°W
亞納查卡山（Yana Chaka），是秘魯的山峰，位於該國中南部阿亞庫喬大區，由坎加約省的帕拉斯區負責管轄，屬於安地斯山脈的一部分，海拔高度5,002米。